# Белые Чежеги
 Белые Чежеги  — деревня в Кирово-Чепецком районе Кировской области в составе Чепецкого сельского поселения.

## География
Расположена на расстоянии менее 6 км на юг-юго-восток от южной границы города Кирово-Чепецк к востоку от железнодорожной ветки на Кирово-Чепецк.

## История
Известна с 1873 года как деревня Фалалеевская (Чежеги дальние), дворов 10 и жителей 97, в 1905  (Фалалеевская или Белые Чежеги) 23 и 150, в 1926 (уже Белые Чежеги ) 28 и 71, в 1950 25 и 80, в 1989 году 10 жителей. 

## Население
Постоянное население составляло 1 человек (русские 100%) в 2002 году, 3 в 2010.